# 16 de junho
16 de junho é o 167.º dia do ano no calendário gregoriano (168.º em anos bissextos). Faltam 198 dias para acabar o ano.

## Eventos históricos

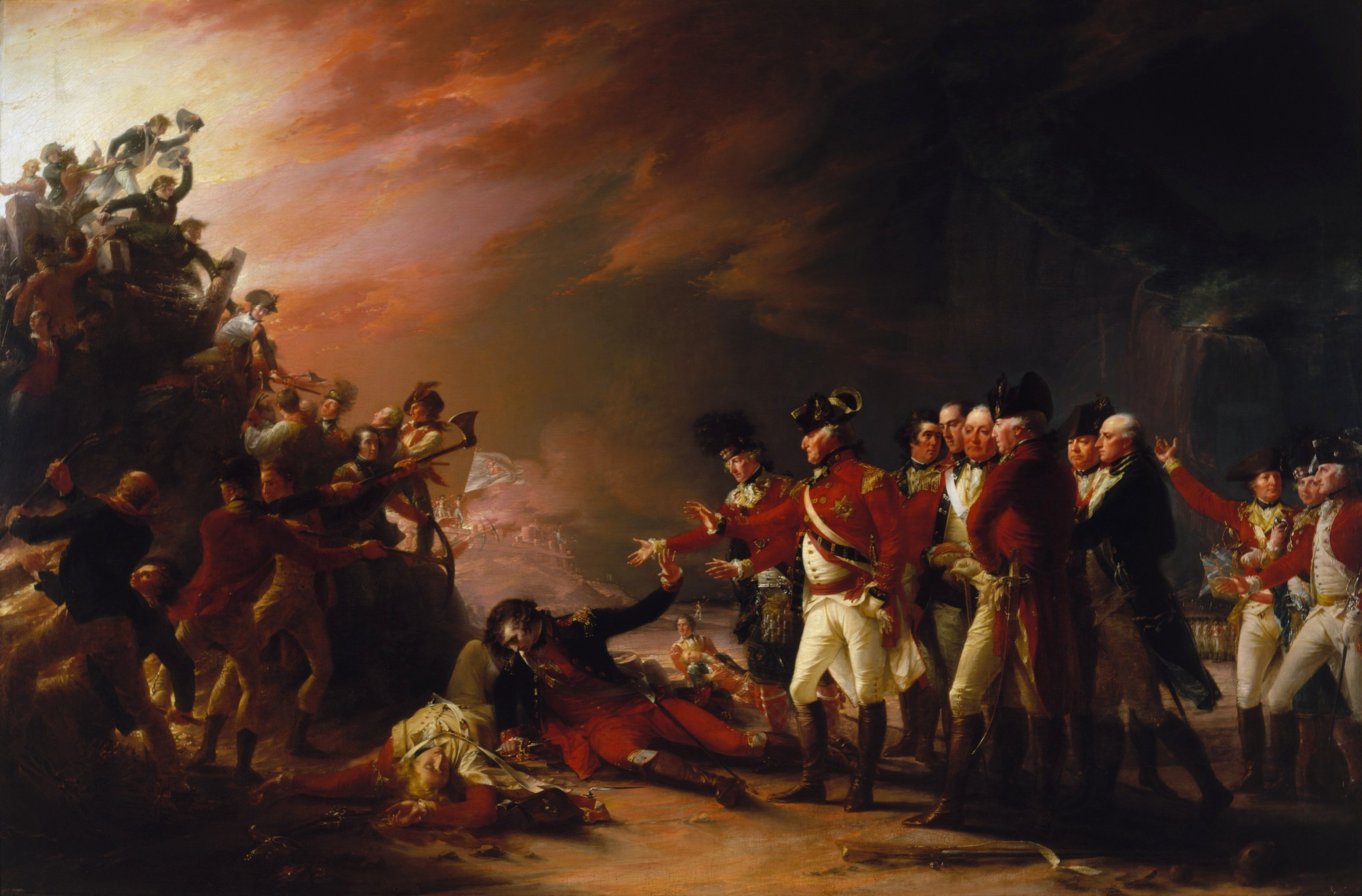
1779: Grande Cerco de Gibraltar

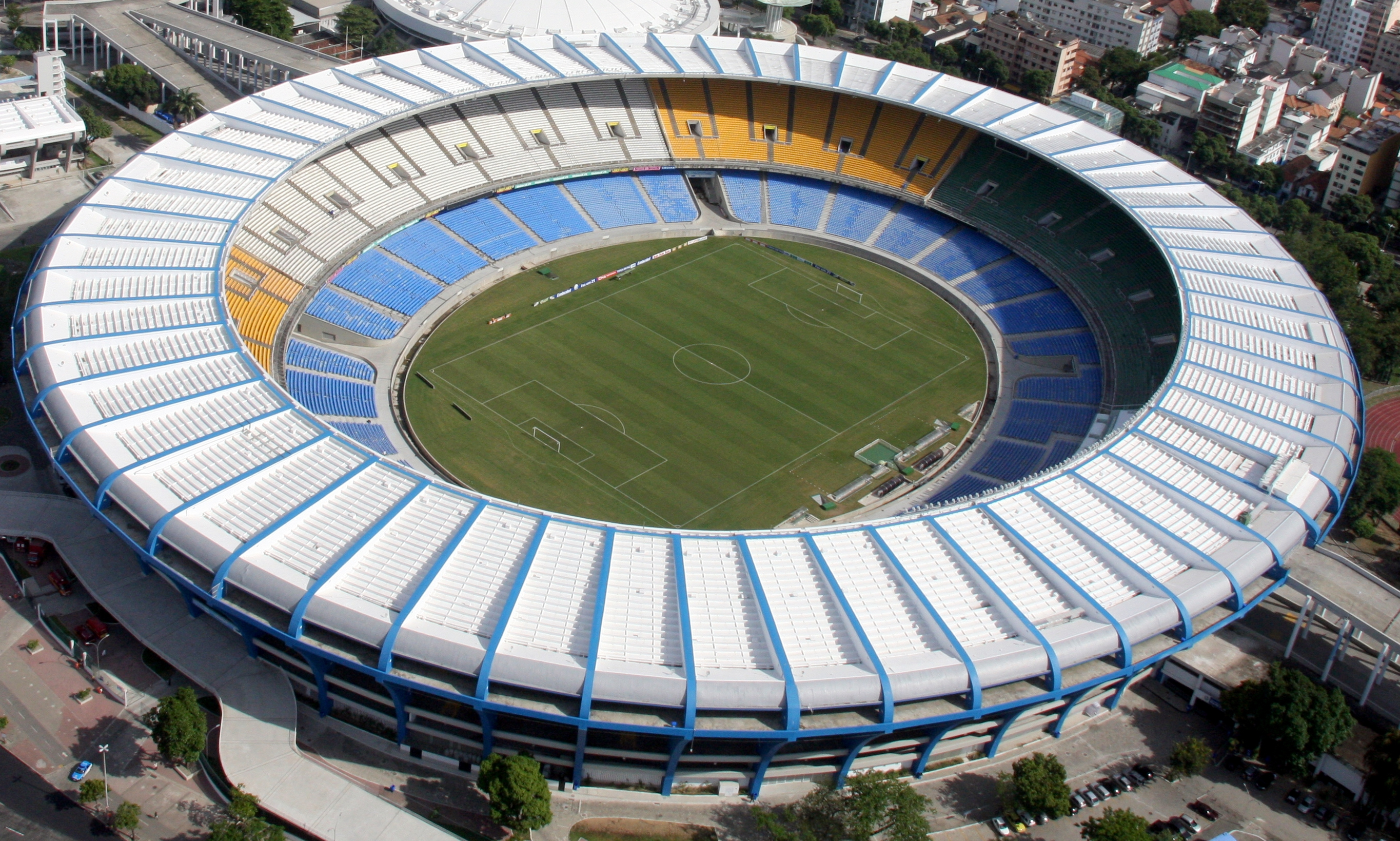
1950: Inauguração do Estádio do Maracanã

- 0363 — Imperador Juliano marcha de volta pelo Tigre e incendeia sua frota de navios de suprimentos. Durante a retirada, as forças romanas sofrem vários ataques dos persas.
- 0632 — Isdigerdes III ascende ao trono como rei (xá) do Império Persa. Torna-se o último governante da dinastia sassânida.
- 1487 — Batalha de Stoke Field: o rei Henrique VII da Inglaterra derrota os líderes de uma rebelião yorkista no confronto final da Guerra das Rosas.[1]
- 1586 — Maria, Rainha da Escócia, reconhece Filipe II da Espanha como seu herdeiro e sucessor.
- 1745 — Guerra da Sucessão Austríaca: as tropas coloniais da Nova Inglaterra sob o comando de William Pepperrell capturam a Fortaleza de Louisbourg em Louisbourg, Nova França (data do Estilo Antigo).[2]
- 1746 — Guerra da Sucessão Austríaca: a Áustria e a Sardenha derrotam um exército franco-espanhol na Batalha de Piacenza.
- 1779 — Espanha declara guerra ao Reino da Grã-Bretanha e começa o Grande Cerco de Gibraltar.
- 1795 — Guerras Revolucionárias Francesas: no que ficou conhecido como Retirada de Cornwallis, um esquadrão da Marinha Real Britânica resiste fortemente a uma força da Marinha francesa muito maior e se retira praticamente intacto.
- 1815 — Batalha de Ligny e Batalha de Quatre Bras, dois dias antes da Batalha de Waterloo.
- 1819 — Um grande terremoto atinge o distrito de Kutch, no oeste da Índia, matando mais de 1 543 pessoas e elevando uma cordilheira a 6 metros de altura e 6 quilômetros de largura.[3]
- 1846 — Conclave de 1846 elege o Papa Pio IX, iniciando o pontificado mais longo da história do papado.
- 1858 — Abraham Lincoln faz seu discurso da Casa Dividida em Springfield, Illinois.
- 1897 — Assinado um tratado que anexa a República do Havaí aos Estados Unidos; a República só seria dissolvida no ano seguinte.
- 1903
  - Incorporada a Ford Motor Company.
  - Roald Amundsen inicia a primeira navegação leste-oeste da Passagem do Noroeste, partindo de Oslo, na Noruega.
- 1904 — Leopold Bloom vive sua Odisseia de um dia no romance Ulisses, de James Joyce. A data é comemorada na Irlanda como o feriado Bloomsday.
- 1911
  - Fundação da IBM como a empresa Computing-Tabulating-Recording Company em Endicott, Nova Iorque.
  - Toma posse em Portugal, o 4.º governo republicano, chefiado pelo presidente do Ministério Duarte Leite.
- 1940
  - Segunda Guerra Mundial: o marechal Henri Philippe Pétain torna-se Chefe de Estado da França de Vichy (Chef de l'État Français).
  - Um governo comunista é instalado na Lituânia.
- 1948 – Membros do Partido Comunista Malaio matam três gerentes de plantações britânicas em Sungai Siput; em resposta, a Malásia britânica declara estado de emergência.
- 1950 — Inauguração do estádio Jornalista Mário Filho, o Maracanã.
- 1955 — Em um esforço inútil para derrubar o presidente argentino Juan Domingo Perón, pilotos de aviões da Armada Argentina lançam várias bombas contra uma multidão desarmada que se manifesta em favor de Perón em Buenos Aires, matando 364 e ferindo pelo menos 800. Ao mesmo tempo, no solo, alguns soldados tentam encenar um golpe, mas são reprimidos por forças leais.
- 1958 — Imre Nagy, Pál Maléter e outros líderes da Revolução Húngara de 1956 são executados.
- 1960 — Massacre de Mueda, em Moçambique.
- 1963
  - Programa Espacial Soviético: Missão Vostok 6: cosmonauta Valentina Tereshkova torna-se a primeira mulher no espaço.
  - Na tentativa de resolver a crise budista no Vietnã do Sul, um comunicado conjunto foi assinado entre o presidente Ngo Dinh Diem e os líderes budistas.
- 1976 — Levante de Soweto: uma marcha pacífica de 15 000 estudantes em Soweto, na África do Sul, se transforma em dias de tumultos quando a polícia abre fogo contra a multidão.
- 1980 — Entrada em circulação do Metical, a nova moeda de Moçambique.
- 2000 — O Secretário-Geral da ONU relata que Israel cumpriu a Resolução 425 do Conselho de Segurança das Nações Unidas, 22 anos após sua emissão, e se retirou completamente do Líbano. A Resolução não abrange as fazendas Shebaa, reivindicadas por Israel, Síria e Líbano.[4]
- 2002 — Padre Pio é canonizado pela Igreja Católica Romana.
- 2010 — O Butão torna-se o primeiro país a instituir uma proibição total do tabaco.[5]
- 2012 — China lança com sucesso sua espaçonave Shenzhou 9, transportando três astronautas, incluindo a primeira astronauta chinesa Liu Yang, para o módulo orbital Tiangong 1.
- 2013 — Uma inundação de vários dias, centrado no estado de Utaracanda, no norte da Índia, causa inundações e deslizamentos de terra devastadores, tornando-se o pior desastre natural do país desde o tsunami de 2004, o número de mortos foi superior a 6 000 pessoas.[6]
- 2016 — Shanghai Disneyland Park, o primeiro Disney Park na China continental, é aberto ao público.
- 2019
  - Apagão afeta a Argentina, o Uruguai e partes do Paraguai.
  - Mais de 2 000 000 de pessoas participam dos protestos de Hong Kong de 2019–2020, os maiores da história de Hong Kong.[7]

## Nascimentos

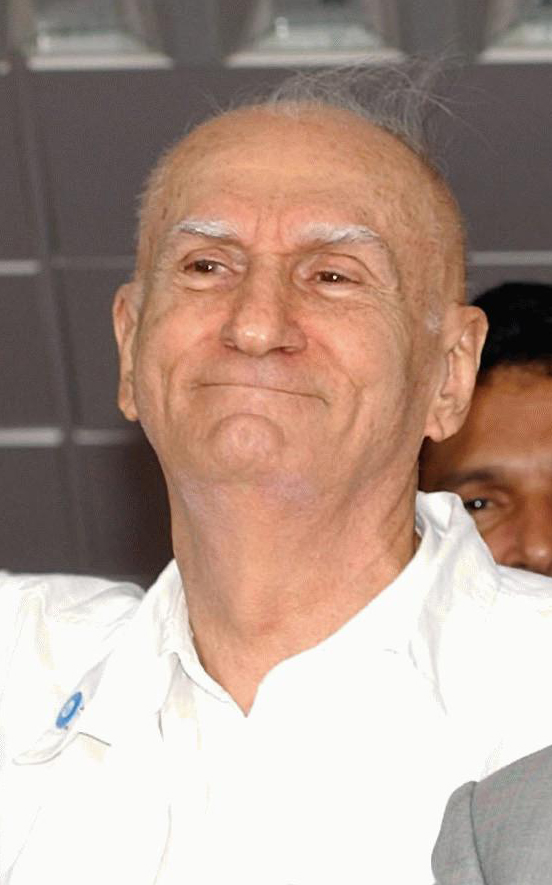
Ariano Suassuna

Tupac Shakur

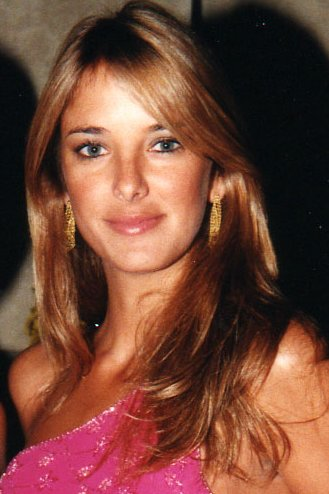
Ticiane Pinheiro

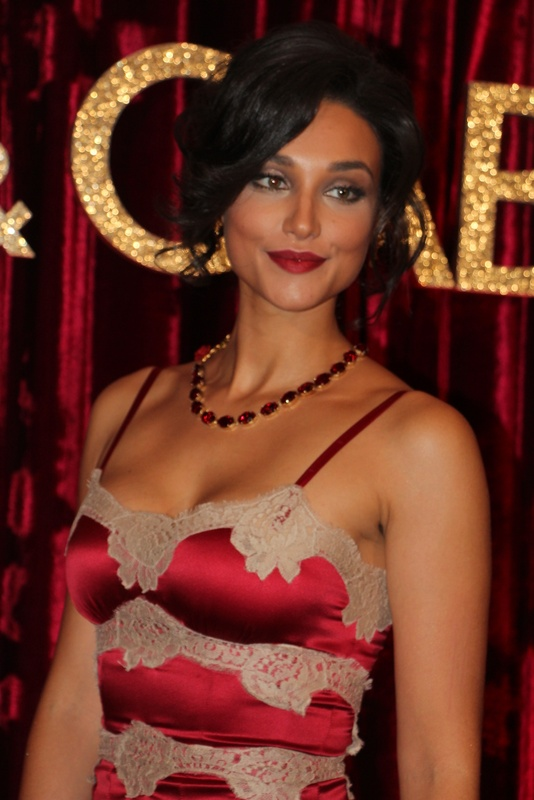
Débora Nascimento

### Anteriores ao século XIX
- 1139 — Konoe, imperador do Japão (m. 1155).
- 1313 — Giovanni Boccaccio, escritor e poeta italiano (m. 1375).
- 1332 — Isabel de Coucy, princesa da Inglaterra (m. 1379/1382).
- 1454 — Joana de Aragão, Rainha de Nápoles (m. 1517).
- 1583 — Axel Oxenstierna, estadista sueco (m. 1654).
- 1644 — Henriqueta Ana da Inglaterra, duquesa de Orleães (m. 1670).
- 1695 — Martin van Meytens, pintor sueco (m. 1770).
- 1700 — Pietro Bracci, escultor italiano (m. 1773).

### Século XIX
- 1808 — James Frederick Ferrier, filósofo e escritor britânico (m. 1864).
- 1813 — Otto Jahn, arqueólogo alemão (m. 1869).
- 1815 — Julius Schrader, pintor alemão (m. 1900).
- 1826 — Constantin von Ettingshausen, botânico e paleontólogo austríaco (m. 1897).
- 1829
  - Gerônimo, líder indígena estadunidense (m. 1909).
  - Bessie Rayner Parkes, poetisa, ensaísta e jornalista britânica (m. 1925).
- 1837 — Ernst Laas, filósofo alemão (m. 1885).
- 1838 — Cushman Kellogg Davis, político estadunidense (m. 1900).
- 1850 — Aimé Morot, pintor francês (m. 1913).
- 1851 — Georg Jellinek, jurista e filósofo austríaco (m. 1911).
- 1857 — Arthur Arz von Straußenburg, militar romeno (m. 1935).
- 1858
  - John Peter Russell, pintor australiano (m. 1930).
  - Gustavo V da Suécia (m. 1950).
- 1861
  - Emiliano González Navero, político e advogado paraguaio (m. 1934).
  - Eduard Fischer, botânico e micologista suíço (m. 1939).
- 1863 — Francisco León de la Barra, político e diplomata mexicano (m. 1939).
- 1868 — Märtha Adlerstråhle, tenista sueca (m. 1935).
- 1874
  - Fernand Bouisson, político francês (m. 1959).
  - Arthur Meighen, político e advogado canadense (m. 1960).
- 1875 — Fredrik Ljungström, engenheiro e industrial sueco (m. 1964).
- 1876 — Gustav Schuft, ginasta alemão (m. 1948).
- 1879 — Fritz Schulz, jurista alemão (m. 1957).
- 1881 — Abram Deborin, filósofo russo (m. 1963).
- 1885 — Lilly Reich, designer alemã (m. 1947).
- 1887 — Silvio Pettirossi, aviador paraguaio (m. 1916).
- 1890
  - Stan Laurel, comediante estadunidense (m. 1965).
  - Nae Ionescu, jornalista, matemático e filósofo romeno (m. 1940).
- 1893 — Philo McCullough, ator estadunidense (m. 1981).
- 1896 — Murray Leinster, escritor estadunidense (m. 1975).
- 1897 — Georg Wittig, químico alemão (m. 1987).
- 1899 — Dante Milano, poeta brasileiro (m. 1991).

### Século XX

#### 1901–1950
- 1901 — Henri Lefebvre, filósofo e sociólogo francês (m. 1991).
- 1902
  - George Gaylord Simpson, paleontólogo e biólogo estadunidense (m. 1984).
  - Louis Delannoy, ciclista belga (m. 1968).
- 1903 — Ona Munson, atriz estadunidense (m. 1955).
- 1906 — Neném Prancha, treinador de futebol brasileiro (m. 1976).
- 1907
  - Jack Albertson, ator, cantor e músico estadunidense (m. 1981).
  - Helen Aberson-Mayer, escritora estadunidense (m. 1999).
- 1908
  - Hans Jakob, futebolista alemão (m. 1994).
  - Sarit Thanarat, militar e político tailandês (m. 1963).
- 1910 — Juan Velasco Alvarado, militar e político peruano (m. 1977).
- 1912
  - Willibald Schmaus, futebolista austríaco (m. 1979).
  - Enoch Powell, político, acadêmico e escritor britânico (m. 1998).
- 1914
  - Louis Gabrillargues, futebolista francês (m. 1994).
  - Larbi Benbarek, futebolista e treinador de futebol marroquino (m. 1992).
- 1917
  - Phaedon Gizikis, político e militar grego (m. 1999).
  - Irving Penn, fotógrafo estadunidense (m. 2009).
- 1920 — José López Portillo, político mexicano (m. 2004).
- 1923 — Ron Flockhart, automobilista britânico (m. 1962).
- 1924
  - Faith Domergue, atriz estadunidense (m. 1999).
  - Idries Shah, escritor britânico (m. 1996).
- 1925 — Jean d'Ormesson, escritor, jornalista e filósofo francês (m. 2017).
- 1926 — Efraín Ríos Montt, militar e político guatemalteco (m. 2018).
- 1927
  - Ariano Suassuna, dramaturgo, romancista e poeta brasileiro (m. 2014).
  - Robert Kraft, astrônomo estadunidense (m. 2015).
- 1929 — Sabah Al-Ahmad Al-Jaber Al-Sabah, emir kuwaitiano (m. 2020).
- 1930 — Mike Sparken, automobilista francês (m. 2012).
- 1932 — Oleg Protopopov, ex-patinador artístico russo (m. 2023).
- 1933 — Francisco Miguel de Moura, escritor brasileiro.
- 1934
  - Eileen Atkins, atriz e roteirista britânica.
  - Bill Cobbs, ator estadunidense (m. 2024).
  - William Forsyth Sharpe, economista estadunidense.
- 1935 — Arthur Sendas, empresário brasileiro (m. 2008).
- 1936 — Anthony Olubunmi Okogie, cardeal nigeriano.
- 1937
  - Simeão II da Bulgária, ex-monarca e político búlgaro.
  - Erich Segal, escritor, crítico literário e roteirista norte-americano (m. 2010).
- 1938
  - Torgny Lindgren, escritor sueco (m. 2017).
  - Joyce Carol Oates, escritora estadunidense.
  - Michel Raynaud, matemático francês (m. 2018).
- 1939 — Angelo Antônio, ator e cantor brasileiro (m. 1983).
- 1940 — Taylor Wang, físico e ex-astronauta sino-americano.
- 1942 — Giacomo Agostini, ex-motociclista italiano.
- 1943
  - Margarida Carpinteiro, atriz e escritora portuguesa.
  - Dagmar Lassander, atriz alemã.
  - Joan Van Ark, atriz estadunidense.
- 1944
  - Brian Protheroe, ator e músico britânico.
  - Ary Sanches, cantor brasileiro (m. 2023).
- 1945 — Ivan Lins, músico, cantor e compositor brasileiro.
- 1946
  - Mark Ritts, ator estadunidense (m. 2009).
  - Neil Macgregor, historiador de arte britânico.
  - Iván Molina, ex-tenista colombiano.
- 1947 — Jacinto Furtado de Brito Sobrinho, bispo brasileiro.
- 1949
  - Jairo, cantor argentino.
  - Paulo Cézar Lima, ex-futebolista brasileiro.
- 1950 — Julio Losada, ex-futebolista uruguaio.

#### 1951–2000
- 1951 — Lou Sullivan, autor e ativista americano (m. 1991).
- 1952
  - Alexander Zaitsev, ex-patinador artístico russo.
  - Gino Vannelli, cantor e compositor canadense.
  - César Cueto, ex-futebolista peruano.
  - George Papandreou, político grego.
- 1953 — Valerie Mahaffey, atriz estadunidense (m. 2025).
- 1954
  - Nasser Nouraei, ex-futebolista iraniano.
  - Luísa Costa Gomes, escritora e tradutora portuguesa.
- 1955
  - Anatoly Chubais, político e economista russo.
  - Laurie Metcalf, atriz estadunidense.
- 1956
  - Lena d'Água, cantora portuguesa.
  - Gianni De Biasi, ex-futebolista e treinador de futebol italiano.
- 1957
  - Clio Goldsmith, atriz francesa.
  - Adri van Tiggelen, ex-futebolista neerlandês.
- 1958 — Ulrike Tauber, ex-nadadora alemã.
- 1959
  - Abraham Løkin, ex-futebolista e treinador de futebol feroês.
  - Juary, ex-futebolista e treinador de futebol brasileiro.
  - Warrior, lutador profissional estadunidense (m. 2014).
  - Paulo de Tarso Sanseverino, jurista brasileiro (m. 2023).
- 1960
  - Adair José Guimarães, bispo brasileiro.
  - Carlos Takeshi, ator, dublador e apresentador de televisão brasileiro.
- 1962
  - Luis Fernando Herrera, ex-futebolista e treinador de futebol colombiano.
  - Arnold Vosloo, ator sul-africano.
  - Anthony Wong Yiu-ming, cantor, compositor, ator, produtor musical e ativista político honconguês.
- 1964
  - Néstor de Vicente, futebolista argentino (m. 2011).
  - João Gomes Cravinho, professor, político e diplomata português.
- 1965
  - Darja Švajger, cantora eslovena.
  - Mike Lynch, empresário britânico (m. 2024).
- 1966
  - Jan Železný, ex-atleta tcheco de lançamento de dardo.
  - Celso Bastos, violonista, compositor e arranjador musical brasileiro.
  - Mark Occhilupo, surfista australiano.
- 1967
  - Jürgen Klopp, ex-futebolista e treinador de futebol alemão.
  - Jenny Shimizu, modelo e atriz estadunidense.
- 1968
  - James Patrick Stuart, ator estadunidense.
  - Mariana Mazzucato, economista italiana.
- 1969
  - Mark Crossley, ex-futebolista britânico.
  - Sibonelo Mngometulu, rainha consorte essuatiniana.
- 1970
  - Cobi Jones, ex-futebolista estadunidense.
  - Jaime Oncins, ex-tenista brasileiro.
  - Phil Mickelson, golfista estadunidense.
  - Clifton Collins Jr., ator estadunidense.
- 1971
  - Tupac Shakur, rapper e ator estadunidense (m. 1996).
  - David Muffato, automobilista brasileiro.
- 1972
  - John Cho, ator e músico estadunidense.
  - Kiko Loureiro, guitarrista brasileiro.
  - Bo Hansen, ex-futebolista dinamarquês.
  - Andy Weir, escritor estadunidense.
- 1973
  - Michel Pensée, ex-futebolista camaronês.
  - Eddie Cibrian, ator estadunidense.
  - Sandra Pires, ex-jogadora de vôlei de praia brasileira.
- 1974
  - Imed Ben Younes, ex-futebolista tunisiano.
  - Luis Pérez, ex-ciclista espanhol.
- 1975
  - Anthony Carter, ex-jogador de basquete estadunidense.
  - Åsa Svensson, ex-tenista sueca.
- 1976
  - Ticiane Pinheiro, modelo, apresentadora e atriz brasileira.
  - Edwin Tenorio, ex-futebolista equatoriano.
  - Tom Lenk, ator estadunidense.
- 1977 — China Shavers, atriz estadunidense.
- 1978
  - Daniel Brühl, ator hispano-alemão.
  - Champignon, músico brasileiro (m. 2013).
  - Almami Moreira, ex-futebolista guineense.
- 1979 — Murilo Fischer, ex-ciclista brasileiro.
- 1980
  - Brandão, ex-futebolista brasileiro.
  - Ceará, ex-futebolista brasileiro.
  - Paulo Jorge, ex-futebolista português.
  - Edmar Aparecido, ex-futebolista brasileiro.
  - Sibel Kekilli, atriz alemã.
  - Cristian Campestrini, futebolista argentino.
- 1981
  - Miguel Villalta, futebolista peruano.
  - Benjamin Becker, ex-tenista alemão.
  - Inês Lopes Gonçalves, radialista portuguesa.
- 1982
  - Missy Peregrym, modelo e atriz canadense.
  - Aureliano Torres, ex-futebolista paraguaio.
  - Matt Costa, cantor e compositor estadunidense.
  - Łukasz Załuska, ex-futebolista polonês.
  - Simaria Mendes, cantora brasileira.
- 1983  ·  Jeymmy Vargas, modelo colombiana.
- 1984  ·  Marco Soares, futebolista português.
- 1985
  - Débora Nascimento, atriz, modelo e apresentadora brasileira.
  - Francis N'Ganga, futebolista congolês.
  - Joël Dicker, escritor suíço.
- 1986
  - Kid Mc, rapper angolano.
  - Fernando Muslera, futebolista uruguaio.
  - Urby Emanuelson, ex-futebolista neerlandês.
  - Rodrigo Defendi, ex-futebolista brasileiro.
  - Bedi Buval, futebolista francês.
  - Rafael Hettsheimeir, jogador de basquete brasileiro.
  - Muriqui, ex-futebolista brasileiro.
  - Maicosuel, ex-futebolista brasileiro.
  - Cristian Chávez, ex-futebolista argentino.
  - Egídio, futebolista brasileiro.
- 1987
  - Per Ciljan Skjelbred, futebolista norueguês.
  - Abby Elliott, atriz norte-americana.
  - Kelly Blatz, ator e cantor estadunidense.
  - Alejandro Meleán, futebolista boliviano.
- 1988
  - Jillian Rose Banks, cantora estadunidense.
  - Davide Di Gennaro, futebolista italiano.
  - Zachary Pangelinan, futebolista guamês.
  - Keshia Chanté, cantora canadense.
  - Ernest Mabouka, ex-futebolista camaronês.
  - Fátima Torre, atriz mexicana.
  - Thierry Neuville, automobilista belga.
- 1989
  - Jelena Glebova, patinadora estoniana.
  - Odion Ighalo, futebolista nigeriano.
- 1990
  - Anastasia Pivovarova, tenista russa.
  - Pedro Henrique Konzen, futebolista brasileiro.
  - Austin Krajicek, tenista estadunidense.
  - John Newman, DJ, cantor, compositor e produtor musical britânico.
- 1991
  - Joe McElderry, cantor britânico.
  - Jota Peleteiro, futebolista espanhol.
- 1992 — Jéssica Ellen, atriz e cantora brasileira.
- 1993
  - Zé Rafael, futebolista brasileiro.
  - Hugo Dellien, tenista boliviano.
  - Renzo Saravia, futebolista argentino.
  - Park Bo-gum, ator e cantor coreano.
- 1994 — Caitlyn Taylor Love, atriz e cantora estadunidense.
- 1995
  - Edgar Pons, motociclista espanhol.
  - João Vithor Oliveira, ator brasileiro.
  - Joseph Schooling, nadador singapuriano.
  - Jake Dennis, automobilista britânico.
- 1996
  - Nathan Hales, atirador esportivo britânico.
  - Maksym Dolhov, saltador ucraniano.
- 1997
  - Jean-Kévin Augustin, futebolista francês.
  - Camila Morrone, atriz e modelo argentina.
  - Max Esposito, pentatleta australiano.
- 1998
  - Lauren Taylor, atriz e cantora estadunidense.
  - Ritsu Doan, futebolista japonês.
- 1999 — Hong Hyun-seok, futebolista sul-coreano.
- 2000
  - Bianca Andreescu, tenista canadense.
  - Ye Yifei, automobilista chinês.

### Século XXI
- 2001
  - Anuna De Wever, ativista belga.
  - Victor Martins, automobilista francês.
- 2002
  - Tiago Tomás, futebolista português.
  - Jeremy Sarmiento, futebolista equatoriano.
- 2003 — Anna Cathcart, atriz canadense.
- 2006 — João Victor de Souza Menezes, futebolista brasileiro.
- 2007 — Billy Barratt, ator britânico.
- 2008 — Miwa Harimoto, mesa-tenista japonesa.

## Mortes

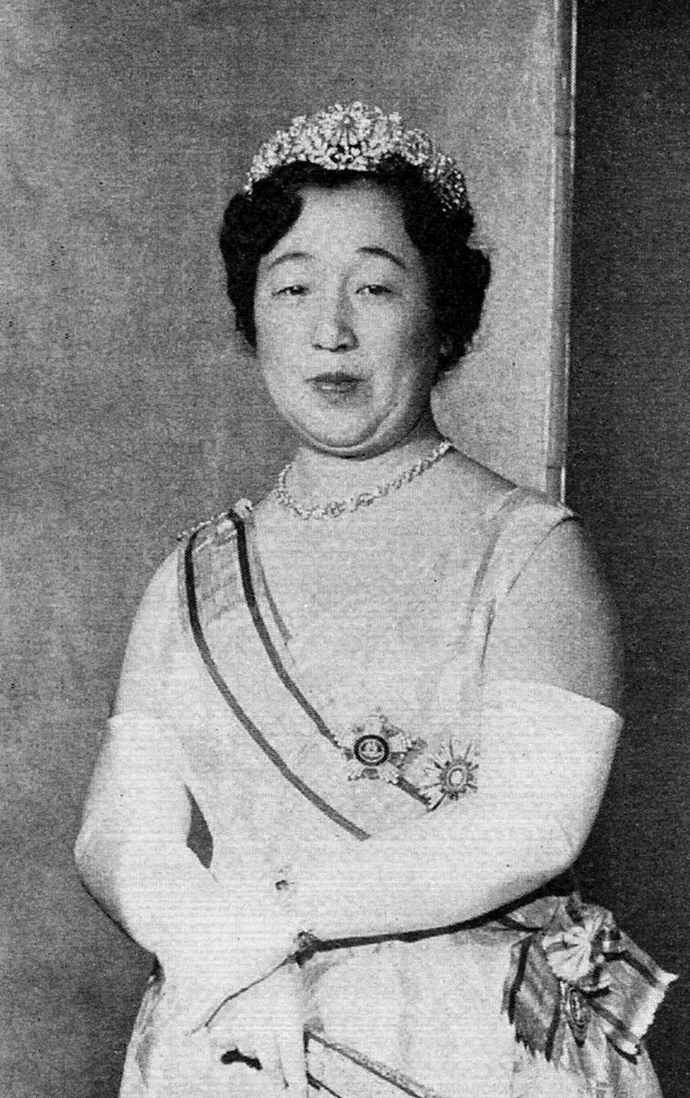
Imperatriz Kōjun

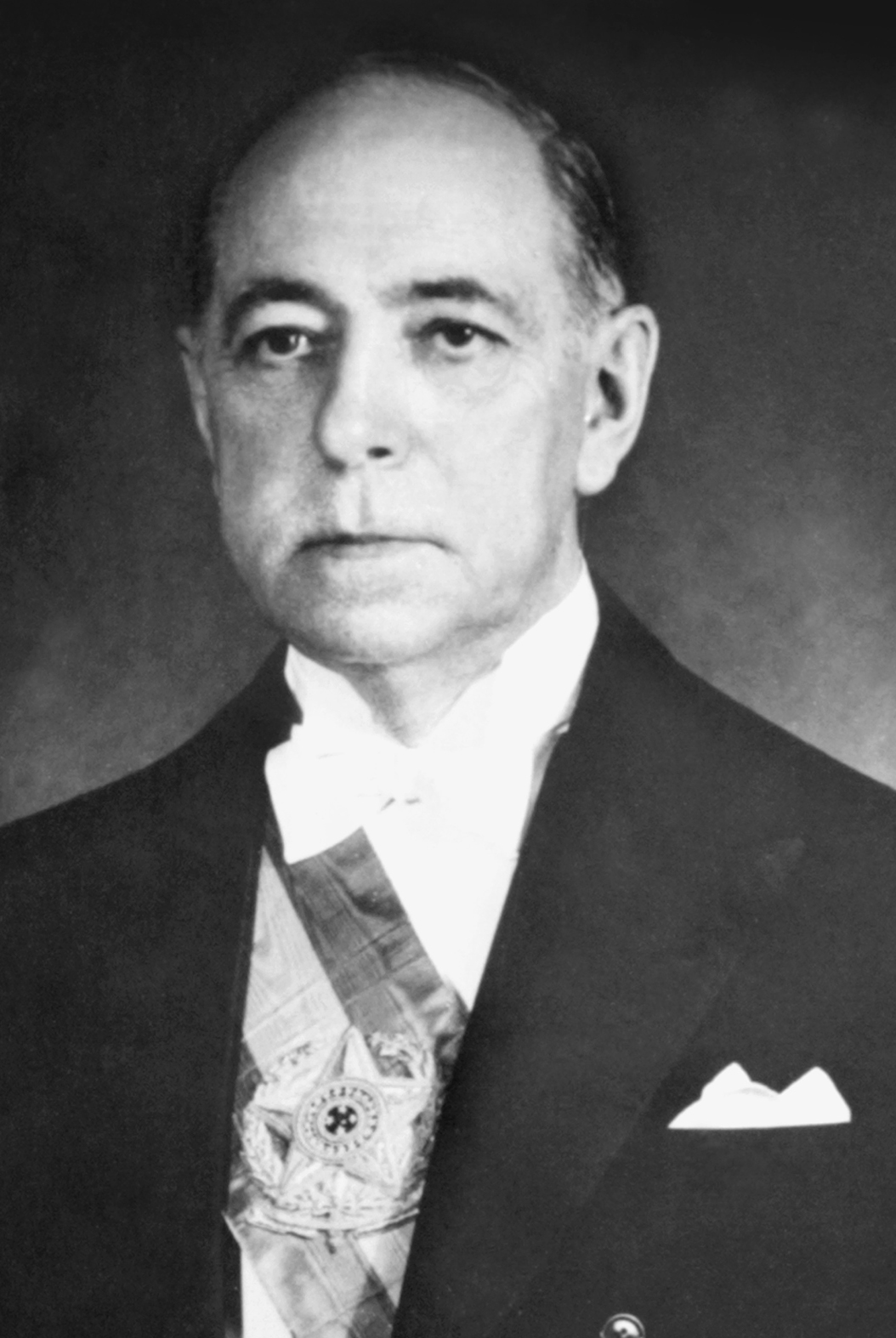
Nereu Ramos

### Anteriores ao século XIX
- 0839 — Rorgo I de Maine, nobre franco
- 0956 — Hugo, o Grande, duque dos Francos (n. 898).
- 1017 — Judite da Bretanha, duquesa da Normandia (n. 982).
- 1185 — Riquilda da Polônia, rainha de Castela (n. 1140).
- 1286 — Hugo de Balsham, bispo católico britânico (n. ?).
- 1555 — Pedro Mascarenhas, militar, diplomata e administrador colonial português (n. 1484).
- 1711 — Maria Amália da Curlândia (n. 1653).
- 1722 — John Churchill, 1.° Duque de Marlborough (n. 1650).

### Século XIX
- 1824 — Charles-François Lebrun, político, linguista e tradutor francês (n. 1739).
- 1844 — André da Silva Gomes, compositor luso-brasileiro (n. 1752).
- 1858 — John Snow, médico britânico (n. 1813).
- 1869 — Charles Sturt, explorador australiano (n. 1795).
- 1878
  - Crawford Long, médico e farmacêutico estadunidense (n. 1815).
  - Kikuchi Yosai, pintor japonês (n. 1781).

### Século XX
- 1908 — Paulo Alves, empresário e político brasileiro (n. 1850).
- 1944 — Marc Bloch, historiador francês (n. 1886).
- 1948 — Eugênia Álvaro Moreyra, jornalista brasileira (n. 1898).
- 1958
  - Nereu Ramos, advogado e político brasileiro, 20.° presidente do Brasil (n. 1888).
  - Imre Nagy, político húngaro (n. 1895).
- 1961
  - Donizetti Tavares de Lima, padre brasileiro (n. 1882).
  - Caninha, compositor e músico brasileiro (n. 1883).
- 1963 — Lamartine Babo, compositor brasileiro (n. 1904).
- 1980 — Benoît Faure, ciclista francês (n. 1899).
- 1990 — Thomas George Cowling, astrônomo britânico (n. 1906).
- 1994 — Kristen Pfaff, baixista norte-americana (n. 1967).
- 1996 — David Mourão-Ferreira, escritor e poeta português (n. 1927).
- 1998 — Fred Wacker, automobilista norte-americano (n. 1918).
- 2000 — Imperatriz Kōjun do Japão (n. 1903).

### Século XXI
- 2001 — Alteburga de Oldemburgo (n. 1903).
- 2004 — Thanom Kittikachorn, militar e político tailandês (n. 1911).
- 2005 — Mário Corino da Costa de Andrade, médico e investigador português (n. 1906).
- 2009
  - Charlie Mariano, saxofonista estadunidense (n. 1923).
  - Peter Arundell, automobilista britânico (n. 1933).
- 2010 — Antonio Julio de la Hoz, futebolista e treinador de futebol colombiano (n. 1920).
- 2012
  - Enrica Beltrame Quattrocchi, enfermeira e educadora italiana (n. 1914).
  - Nayef bin Abdul Aziz Al Saud, político saudita (n. 1934).
- 2013 — Josip Kuže, futebolista e treinador de futebol croata (n. 1952).
- 2014 — Yvonne Dold-Samplonius, historiadora da matemática neerlandesa (n. 1937).
- 2016 — Jo Cox, política britânica (n. 1974).
- 2017
  - Eliza Clívia, cantora brasileira (n. 1979)
  - Helmut Kohl, político alemão (n. 1930).
  - Vasco Mariz, historiador, musicólogo, escritor e diplomata brasileiro (n. 1921).
  - Edzai Kasinauyo, futebolista zimbabuano (n. 1975).
- 2023 — Gino Mäder, ciclista suíço (n. 1997).

## Feriados e eventos cíclicos

### Internacional
- Dia da Criança Africana - África do Sul

- Bloomsday - Irlanda
- Dia Internacional das Remessas Familiares
- Dia Internacional da Tartaruga Marinha

### Brasil
- Feriado municipal em Ouro Preto do Oeste, Rondônia - aniversário da cidade.
- Feriado municipal em Bariri, Piracaia e Salto, São Paulo - aniversário das cidades.
- Feriado municipal em Tambaú, São Paulo - aniversário da morte do padre Donizetti Tavares de Lima.

### Portugal
- Feriado em Olhão
- Feriado em Espinho

### Cristianismo
- Aureliano de Arles
- Benno
- Ceccardo de Luni
- Ciro e Julita
- Donizetti Tavares de Lima
- Lugarda de Tongeren
- Ricardo de Chichester

## Outros calendários
- No calendário romano era o 16.º dia (XVI) antes das calendas de julho.
- No calendário litúrgico tem a letra dominical F para o dia da semana.
- No calendário gregoriano a epacta do dia é xi.